# Electronic Cash Terminal
Als Electronic Cash Terminals (engl. EFT-POS-Terminal) bezeichnet man in Deutschland Endgeräte für die Abwicklung von Zahlungen mit Kreditkarten oder Debitkarten. Es gibt sie in stationärer oder in mobiler Ausführung.
Wenn das Terminal das deutsche PIN-gestützte Zahlungsverfahren „Girocard“ abwickeln können soll, ist in Deutschland eine Zulassung durch den Spitzenverband des Bankgewerbes einerseits und durch Die Deutsche Kreditwirtschaft andererseits notwendig. Diese Zulassung erhält ein Terminal erst nach ausführlicher Begutachtung durch einen beauftragten Sicherheitsexperten.

## Zahlungsarten
- Bei dem Girocard-Verfahren erfolgt die elektronische Zahlung durch Eingabe der PIN (Persönliche Identifikationsnummer) durch den Karteninhaber an einem sogenannten Encrypting PIN Pad. Anschließend muss der Karteninhaber den Zahlbetrag mit der grünen Taste bestätigen. Die Überprüfung des Verfügungsrahmen und auf eine eventuelle Kartensperrung erfolgt mit einem EFT-POS-Terminal (EFT steht hier für engl.: Electronic-Funds-Transfer-Terminal, wörtlich übersetzt: Elektronisches-Wert-Übertragungs-Terminal). Nach dessen Autorisierung auf Verfügungsrahmen und Tageslimit des Kunden erhält der Händler die Zahlungsbestätigung.[1]
- Bei Kredit- und Debitkarten mit freigeschalteter Offline-Zahlungsfunktion wird die PIN und der Verfügungsrahmen über den EMV-Chip offline geprüft.
- Neben der Zahlung über das EMV-Verfahren gibt es das Elektronische SEPA-Lastschriftverfahren (ELV). Dabei werden vom EFT-POS-Terminal die Kontodaten der Debitkarte ausgelesen und es wird eine Lastschrift mit Einzugsermächtigung generiert, die der Kunde durch eine Unterschrift direkt am Terminal oder auf einem ausgedruckten Beleg genehmigt. Eine Risikobegrenzung wird bei einigen Terminalanbietern durch einen Abgleich mit einer Sperrliste des Terminalbetreibers realisiert. Bei diesem elektronischen Zahlungsverkehr gibt es keine PIN-Eingabe am Kartenterminal.[2]